# Camisa hawaiana

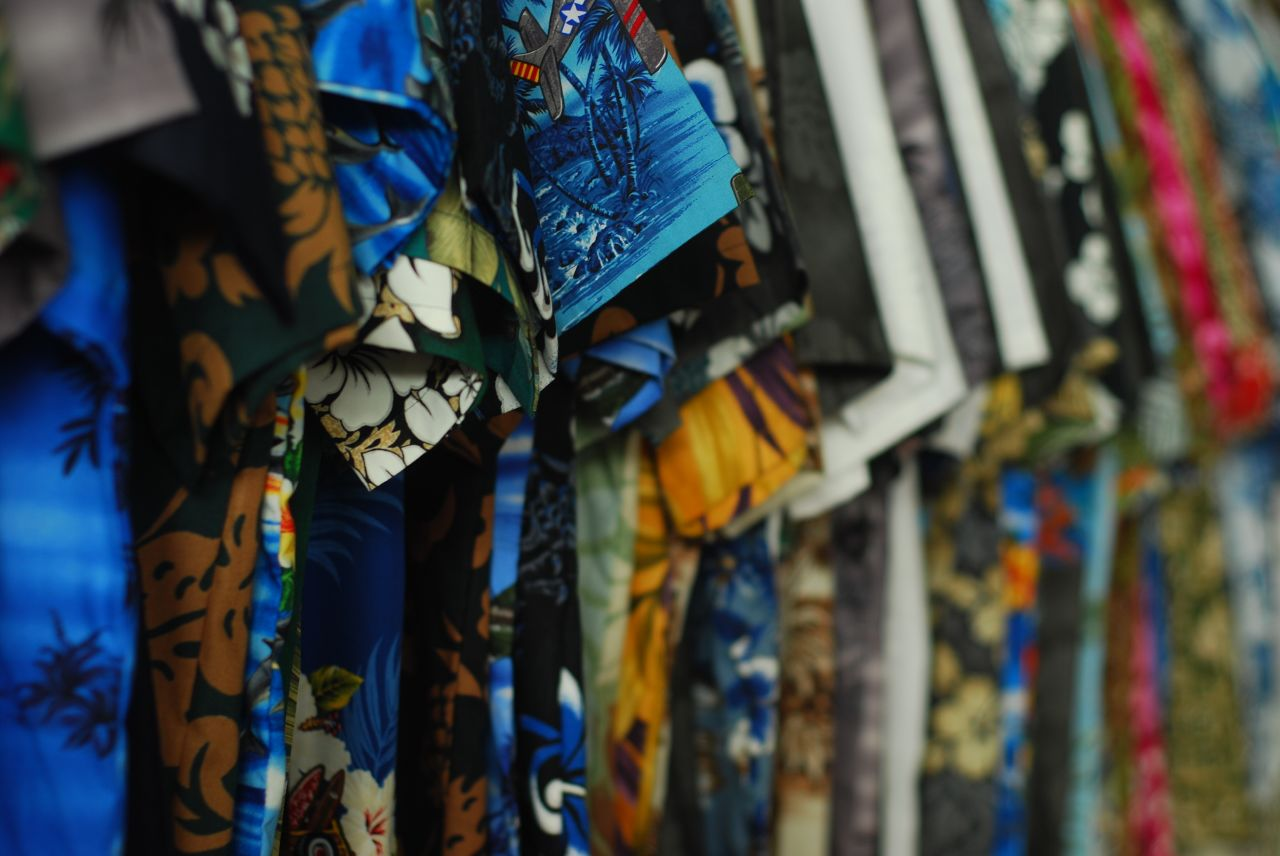
Assortiment de camises hawaianes en una botiga de Papeete.

La camisa hawaiana (o camisa Aloha) és una peça de roba que consisteix en una camisa de màniga curta de coll obert originària de les illes Hawaii.

## Història

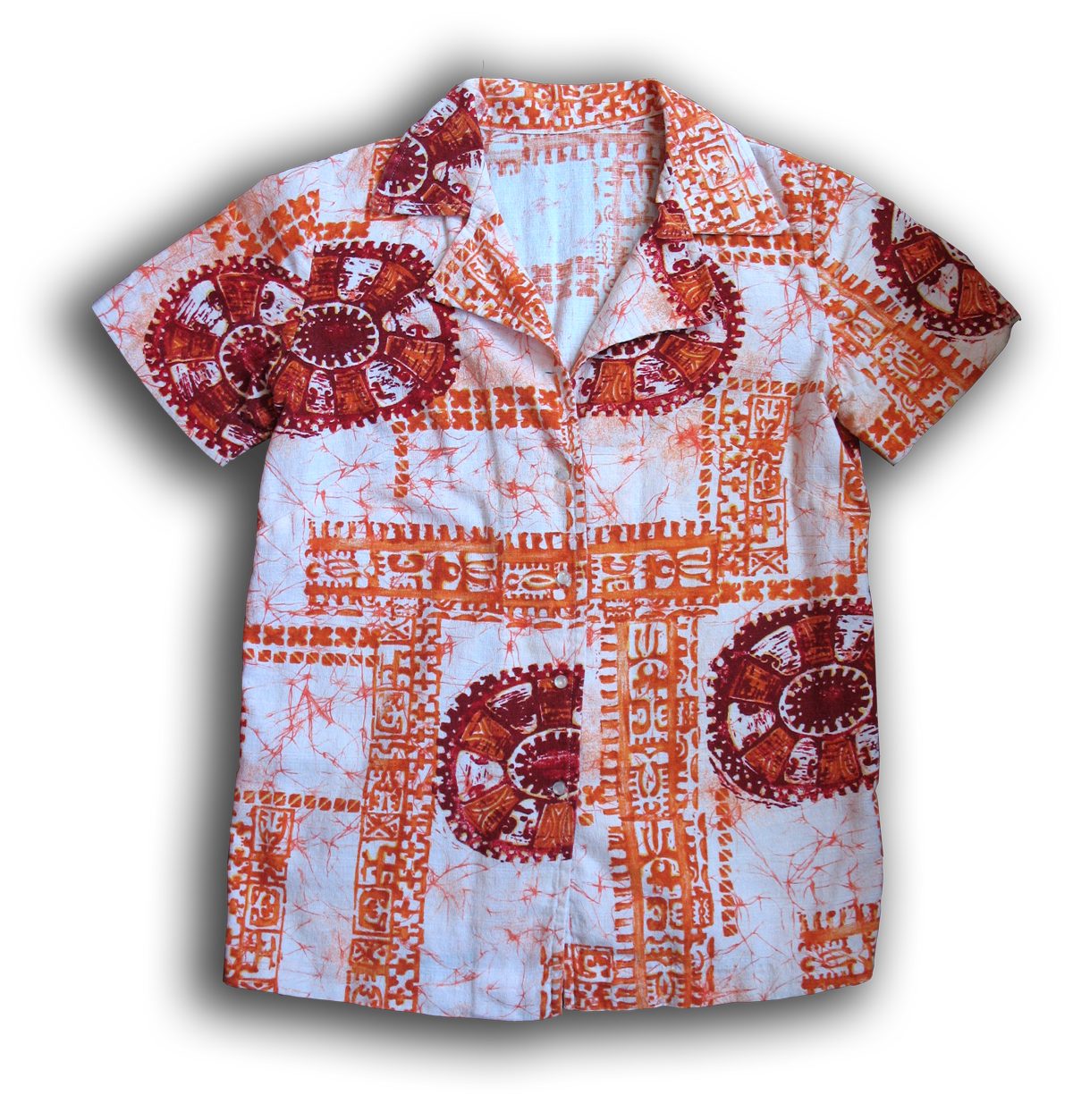
Un model vintage de la camisa hawaiana.

Anomenada localment camisa aloha (aloha shirt en anglès) en referència a l'aloha hawaià , aquesta camisa va aparèixer per primer cop al voltant de 1905 en una botiga d'un japonès que les confeccionava a base de teixits de quimonos. L'any 1935, es va publicar un anunci d'una camisa d'aquest gènere en un diari local.
Primerament es va difondre als Estats Units a través dels turistes que tornaven de Hawaii. El president Harry Truman es va fer fotografiar amb una camisa hawaiana. Després de la Segona Guerra Mundial, es va esparcir per tot el món. Actualment segueix sent una institució a Hawaii, on la seva producció representa uns ingressos considerables.

## Descripció
La camisa hawaiana genuïna és de cotó, de màniga curta i coll obert. Els seus botons són o bé de fusta de coco o de nacre. Els seus motius són diversos, tot i que predominen les decoracions vegetals, les vistes de la platja, els cocoters i els animals marins entre d'altres, sempre amb colors vius. També poden tenir motius al límit de l'abstracció.

## Il·lustració mediàtica
L'àlbum Blue Hawaii d'Elvis Presley va sortir l'octubre de 1961. Es tracta de la banda sonora de la pel·lícula homònima, en què Presley és protagonista. La cançó epònima Blue Hawaii va ser un gran èxit i Presley, en portar camises hawaianes va ser un dels factors importants en la visibilitat d'aquesta camisa que es va fer popular en el món sencer.
Tom Selleck hi va contribuir llavors, amb el seu personatge de la sèrie Magnum, P.I., a personalitzar l'esperit de la camisa hawaiana. Va ser també il·lustrada a França pels cantautors Antoine o Carlos i es va associar de l'emergència del surf i del moviment hippie en els anys que van anar de 1965 a 1980.